# Melanomma jenynsii
Melanomma jenynsii är en lavart som först beskrevs av Berk. & Broome, och fick sitt nu gällande namn av Pier Andrea Saccardo 1883. Melanomma jenynsii ingår i släktet Melanomma och familjen Melanommataceae.   Inga underarter finns listade i Catalogue of Life.